# Уеърхам
Уеърхам (на английски: Wareham) е малък град в южната част на област (графство) Дорсет, регион Югозападна Англия. Той е административен център на община Пърбек. Населението на града към 2010 година е 5580 жители.
Въпреки че има археологически доказателства за наличието на малко селище от времето на римското присъствие в Британия, за основатели на града се смятат Саксите. В една Англосаксонска хроника от 784 година се споменава за селището с името „Werham“. Най-старите видими останки са части от укрепителните градски стени, вероятно изградени от Алфред Велики, крал на Уесекс и един от първите крале на Англия.

## География
Уеърхам е разположен между реките Фрум и Пидъл, които дефинират съответно южната и северната граница на същинския град. Двете реки се вливат, на около 2 километра в източна посока, в т.нар. „Канал Уеърхам“, който оформя най-вътрешната част на залива „Пул“ към протока Ла Манш. На разстояние около 12 километра в североизточна посока е разположен вторият по големина град в графството – Пул, който е част от силно урбанизираната територия на югоизточен Дорсет, наричана агломерация Борнмът-Пул.

## Население
Въпреки историческото си минало и стратегическа позиция, поради ограниченията наложени от близко протичащите две реки и блатистите местности, Уеърхам не успява да израстне така както други градове през периода на 19 – 20 век.
Долната таблица показва развитието на населението на Уеърхам за период от приблизително един век:
| Населението на Уеърхам за периода 1921 – 2010 година |      |      |      |      |      |      |      |      |      |
| година                                               | 1921 | 1931 | 1941 | 1961 | 1971 | 1981 | 1991 | 2001 | 2010 |
| население                                            | 1930 | 2370 | 2750 | 3100 | 4370 | 4580 | 5620 | 5680 | 5580 |
| Население: 1921 – 2010                               |      |      |      |      |      |      |      |      |      |